# انتقام سفید
انتقام سفید (انگلیسی: White Vengeance) فیلمی در ژانر درام به کارگردانی دانیل لی است که در سال ۲۰۱۱ منتشر شد. از بازیگران آن می‌توان به ژانگ هانیو و آنتونی وانگ اشاره کرد.